# Honnagundi, Koppa
Honnagundi là một làng thuộc tehsil Koppa, huyện Chikmagalur, bang Karnataka, Ấn Độ.